# Гуліда Зінаїда Іларіонівна
Зінаїда Іларіонівна Гуліда (? — ?) — українська радянська діячка, новатор виробництва, конструктор відділу транспортних машин Харківського заводу транспортного машинобудування імені Малишева Харківської області. Депутат Верховної Ради УРСР 6-го скликання.

## Біографія
Освіта вища.
На 1963 рік — конструктор відділу транспортних машин Харківського заводу транспортного машинобудування імені Малишева Харківської області.

## Нагороди
- ордени
- медалі